# Huồi Tụ
Huồi Tụ là một xã thuộc tỉnh Nghệ An, Việt Nam.

## Địa lý
Xã Huồi Tụ có vị trí địa lý:
- Phía Đông giáp xã Mường Lống và xã Mỹ Lý;
- Phía Nam giáp xã Hữu Kiệm và xã Nậm Cắn;
- Phía Tây giáp xã Na Loi và xã Nậm Cắn;
- Phía Bắc giáp xã Bắc Lý và xã Mỹ Lý.

Xã Huồi Tụ có diện tích tự nhiên 109,03 km².

## Diện tích và Dân số
Xã có diện tích tự nhiên: 109,03 km², quy mô dân số: 5.177 người.